# السلام في الفلسفة الإسلامية
السلام في الفلسفة الإسلامية الكلمة العربية (سلام) ("التأمين، مسالم، الخضوع") وهذه الكلمات لديها نفس المفهوم في الإسلام. وأحد التفسيرات الإسلامية هو أن السلام الشخصي يتحقق عن طريق التسليم تماماً إلى الله، والتحية في الإسلام وهي "السلام عليكم"، والتي يفضلها المسلمون تحتوي على معنى السلام.

## السلام والعدالة
علي بن أبي طالب الخليفة الرابع بعد نبي الله محمد، لديه تعريف واضح المعالم للعدالة، حيث يرى أن العدالة هي وضع كل شيء في ترتيبه الصحيح، واعتبر قضية النسبية جزء لا يتجزأ من العدالة.

## دار السلام
المجتمع المثالي، وفقا للقرآن هو دار السلام، حرفيا "بيت السلام"، حيثُ ورد في القرآن: ﴿وَاللَّهُ يَدْعُو إِلَى دَارِ السَّلَامِ وَيَهْدِي مَنْ يَشَاءُ إِلَى صِرَاطٍ مُسْتَقِيمٍ ۝٢٥﴾ [يونس:25]، 
ووفقا للإسلام لابد أن يكون هناك عصر يسوده العدالة والرحمة والأمان والأمن والسلام، وأن تسود الأخوة بين البشر، ولكي يعم الحب، هناك التضحية بالنفس والتسامح والتعاطف والرحمة والولاء. ويقول نبي الإسلام محمد أن هذه الفترة سوف  تكون عند ظهور المهدي، الذي سيأتي في نهاية الزمان لإنقاذ العالم من الفوضى والظلم، والانهيار الأخلاقي، وقال أنه سوف يقضي على الأيديولوجيات الملحدة ووضع حد للظلم السائد. وعلاوة على ذلك، فإنه سيجعل الدين مثل ما كان في أيامه، وستعم التعاليم الأخلاقية للقرآن لتسود بين البشر، وإقامة السلام والرفاهية في جميع أنحاء العالم.